# Trichogonia ardentula
Trichogonia ardentula är en insektsart som beskrevs av Gustav Breddin 1901. Trichogonia ardentula ingår i släktet Trichogonia och familjen dvärgstritar. Inga underarter finns listade i Catalogue of Life.